# Danh sách trường trung học phổ thông tại Việt Nam
Bài viết này chứa các liên kết đến danh sách trường trung học phổ thông theo từng đơn vị hành chính của Việt Nam.

## Thành phố trực thuộc trung ương
- Hà Nội (295)
- Thành phố Hồ Chí Minh (236)
- Hải Phòng (55)
- Đà Nẵng (31)
- Cần Thơ (23)
- Huế (40)

## Tỉnh
- An Giang (54)
- Bà Rịa – Vũng Tàu (35)
- Bạc Liêu (20)
- Bắc Giang (48)
- Bắc Kạn (13)
- Bắc Ninh (37)
- Bến Tre (46)
- Bình Dương (37)
- Bình Định (34)
- Bình Phước (35)
- Bình Thuận (24)
- Cà Mau (28)
- Cao Bằng (30)
- Đắk Lắk (55)
- Đắk Nông (22)
- Điện Biên (27)
- Đồng Nai (54)
- Đồng Tháp (42)
- Gia Lai (41)
- Hà Giang (22)
- Hà Nam (28)
- Hà Tĩnh (44)
- Hải Dương (54)
- Hậu Giang (22)
- Hòa Bình (37)
- Hưng Yên (38)
- Khánh Hòa (31)
- Kiên Giang (50)
- Kon Tum (15)
- Lai Châu (18)
- Lạng Sơn (24)
- Lào Cai (27)
- Lâm Đồng (58)
- Long An (33)
- Nam Định (56)
- Nghệ An (90)
- Ninh Bình (27)
- Ninh Thuận (18)
- Phú Thọ (57)
- Phú Yên (25)
- Quảng Bình (26)
- Quảng Nam (49)
- Quảng Ngãi (37)
- Quảng Ninh (46)
- Quảng Trị (31)
- Sóc Trăng (26)
- Sơn La (30)
- Tây Ninh (31)
- Thái Bình (40)
- Thái Nguyên (31)
- Thanh Hóa (103)
- Tiền Giang (37)
- Trà Vinh (32)
- Tuyên Quang (29)
- Vĩnh Long (34)
- Vĩnh Phúc (38)
- Yên Bái (24)